# Американський калібр дротів
Америка́нський калі́бр дротів, також AWG (англ. American Wire Gauge) — логарифмічна стандартизована шкала калібру дротів, що використовується з 1857 року переважно в Північній Америці для позначення діаметру круглих, суцільних струмопровідних дротів з кольорових металів. Розміри таких дротів стандартизовані у ASTM стандарті B 258.
AWG також часто використовується для розміру прикрас для пірсингу, в т. ч. неметалевих.

## Походження
Калібр AWG походить від кількості операцій волочіння, необхідних для отримання дроту потрібного діаметру: тонші дроти отримують з грубших послідовно протягуючи їх через все менші й менші отвори. Відповідно, тонший дріт має більший номер AWG. До введення стандарту виробники дротів використовували власні калібри, AWG запровадив єдину систему.

## Специфікація
За визначенням, No. 36 AWG дріт є 0.005 дюйма (точно) в діаметрі, а No. 0000 — 0.46 дюйма (точно). Відношення між цими діаметрами 1:92, кількість калібрів між 36 і 0000 — 40 (включно) або 39 кроків між ними, причому діаметр змінюються рівномірно утворюючи геометричну прогресію. Відношення між діаметрами двох послідовних калібрів таким чином є {\displaystyle {\sqrt[{39}]{0.46:0.005}}={\sqrt[{39}]{92}}\approx 1.1229322}.
Діаметр заданого дроту із заданим калібром AWG може бути визначений за формулою:
{\displaystyle d_{n}=0.005~\mathrm {inch} \times 92^{(36-n)/39}=0.127~\mathrm {mm} \times 92^{(36-n)/39}}
(де n — AWG калібр від 36 до 0, n = −1 для No. 00, n = −2 для No. 000 і n = −3 для No. 0000)
або:
{\displaystyle d_{n}\approx e^{-1.12436-0.11594n}\ \mathrm {inch} }
чи:
{\displaystyle d_{n}\approx e^{2.1104-0.11594n}\ \mathrm {mm} }
Калібр може бути підрахований з діаметру:
{\displaystyle n=-39\log _{92}\left({\frac {d_{n}}{0.005~\mathrm {inch} }}\right)+36=-39\log _{92}\left({\frac {d_{n}}{0.127~\mathrm {mm} }}\right)+36}
Перетин:
{\displaystyle A_{n}={\frac {\pi }{4}}d_{n}^{2}\approx 0.000019635~\mathrm {inch} ^{2}\times 92^{(36-n)/19.5}}
або:
{\displaystyle A_{n}={\frac {\pi }{4}}d_{n}^{2}\approx 0.012668~\mathrm {mm} ^{2}\times 92^{(36-n)/19.5}}
Стандарт ASTM B258-02 (2008), Standard Specification for Standard Nominal Diameters and Cross-Sectional Areas of AWG Sizes of Solid Round Wires Used as Electrical Conductors, визначає відношення між послідовними калібрами як корень 39-го степеня з 92 або приблизно 1.1229322. ASTM B258-02 також зазначає, що діаметри мають бути табульовані на не більш ніж 4 значимі цифри, з точністю не більше ніж 0.0001 дюйма (0.1 міліметра) для дротів грубших за No. 44 AWG та 0.00001 дюйма (0.01 міліметра) для дротів No. 45 AWG і тонше.
Розміри з нулями попереду, більші No. 0 можуть бути записані як "кількість нулів/0", наприклад, 4/0 для 0000.

## Приблизні підрахунки
Шостий степінь 39√92 дуже близький до 2,, що дозволяє користуватися такими правилами для швидкого підрахунку:
- Якщо перетин дроту подвоюється, AWG розмір зменшується на 3. (Так, для прикладу, два No. 14 AWG дроти мають приблизно той самий перетин що й один No. 11 AWG).
- Якщо діаметр дроту подвоюється, AWG зменшується на 6 (Для прикладу, No. 2 AWG має вдвічі більший діаметр з No. 8 AWG).
- Зменшення калібру на десять збільшує перетин та вагу вдесятеро.
- Оскільки для того ж самого перетину алюмінієвий дріт має електропровідність близько 61% від мідного, то алюмінієвий дріт має приблизно ту саму провідність що й мідний на два номери AWG більший (тобто, тонший).
- Суцільний круглий 18 AWG дріт близько 1 мм в діаметрі.
- Спрощена приблизна формула обчислення перетину дроту (в мм2) через AWG:

{\displaystyle A_{n}=50\times 10^{-{\frac {AWG}{10}}}}

## Таблиця
| AWG        | Діаметр | Діаметр | Переріз, мм2 | Мідний дріт |
| AWG        | дюймів  | мм      | Переріз, мм2 | Опір, Ом/км |
| ---------- | ------- | ------- | ------------ | ----------- |
| 0000 (4/0) | 0.4600  | 11.684  | 107          | 0.1608      |
| 000 (3/0)  | 0.4096  | 10.405  | 85.0         | 0.2028      |
| 00 (2/0)   | 0.3648  | 9.266   | 67.4         | 0.2557      |
| 0 (1/0)    | 0.3249  | 8.251   | 53.5         | 0.3224      |
| 1          | 0.2893  | 7.348   | 42.4         | 0.4066      |
| 2          | 0.2576  | 6.544   | 33.6         | 0.5127      |
| 3          | 0.2294  | 5.827   | 26.7         | 0.6465      |
| 4          | 0.2043  | 5.189   | 21.2         | 0.8152      |
| 5          | 0.1819  | 4.621   | 16.8         | 1.028       |
| 6          | 0.1620  | 4.115   | 13.3         | 1.296       |
| 7          | 0.1443  | 3.665   | 10.5         | 1.634       |
| 8          | 0.1285  | 3.264   | 8.37         | 2.061       |
| 9          | 0.1144  | 2.906   | 6.63         | 2.599       |
| 10         | 0.1019  | 2.588   | 5.26         | 3.277       |
| 11         | 0.0907  | 2.305   | 4.17         | 4.132       |
| 12         | 0.0808  | 2.053   | 3.31         | 5.211       |
| 13         | 0.0720  | 1.828   | 2.62         | 6.571       |
| 14         | 0.0641  | 1.628   | 2.08         | 8.286       |
| 15         | 0.0571  | 1.450   | 1.65         | 10.45       |
| 16         | 0.0508  | 1.291   | 1.31         | 13.17       |
| 17         | 0.0453  | 1.150   | 1.04         | 16.61       |
| 18         | 0.0403  | 1.024   | 0.823        | 20.95       |
| 19         | 0.0359  | 0.912   | 0.653        | 26.42       |
| 20         | 0.0320  | 0.812   | 0.518        | 33.31       |
| 21         | 0.0285  | 0.723   | 0.410        | 42.00       |
| 22         | 0.0253  | 0.644   | 0.326        | 52.96       |
| 23         | 0.0226  | 0.573   | 0.258        | 66.79       |
| 24         | 0.0201  | 0.511   | 0.205        | 84.22       |
| 25         | 0.0179  | 0.455   | 0.162        | 106.2       |
| 26         | 0.0159  | 0.405   | 0.129        | 133.9       |
| 27         | 0.0142  | 0.361   | 0.102        | 168.9       |
| 28         | 0.0126  | 0.321   | 0.0810       | 212.9       |
| 29         | 0.0113  | 0.286   | 0.0642       | 268.5       |
| 30         | 0.0100  | 0.255   | 0.0509       | 338.6       |
| 31         | 0.00893 | 0.227   | 0.0404       | 426.9       |
| 32         | 0.00795 | 0.202   | 0.0320       | 538.3       |
| 33         | 0.00708 | 0.180   | 0.0254       | 678.8       |
| 34         | 0.00630 | 0.160   | 0.0201       | 856.0       |
| 35         | 0.00561 | 0.143   | 0.0160       | 1079        |
| 36         | 0.00500 | 0.127   | 0.0127       | 1361        |
| 37         | 0.00445 | 0.113   | 0.0100       | 1716        |
| 38         | 0.00397 | 0.101   | 0.00797      | 2164        |
| 39         | 0.00353 | 0.0897  | 0.00632      | 2729        |
| 40         | 0.00314 | 0.0799  | 0.00501      | 3441        |

1. 1 2 3 4  Точно, за визначенням

## Багатожильний дріт
AWG також використовується для опису багатожильного дроту, причому сумарний перетин дротів у такому дроті відповідає еквівалентному суцільному. Оскільки при цьому між окремими провідниками лишаються проміжки, багатожильний дріт виходить приблизно на 13% більшого діаметру ніж еквівалентний одножильний, причому 25% перетину займають проміжки між дротами. 
Багатожильні дроти в американській системі калібрів позначаються трьома числами: розміром (калібром) AWG, числом жил, та їх калібром. Наприклад, 22 AWG 7/30 — багатожильний дріт еквівалентний 22 AWG одножильному який складається з 7 суцільних жил 30 AWG.